# Louf (émission de télévision)
Pour les articles homonymes, voir Louf.
 (décembre 2013).
Si vous disposez d'ouvrages ou d'articles de référence ou si vous connaissez des sites web de qualité traitant du thème abordé ici, merci de compléter l'article en donnant les références utiles à sa vérifiabilité et en les liant à la section « Notes et références ».
Louf est une émission pour la jeunesse de Christophe Izard, présentée par Groucho Business et Chico d'Agneau et diffusée sur Antenne 2 chaque samedi matin vers 10h du  10 septembre 1988 au 20 janvier 1990.

## Principe de l'émission
Cette émission était la version du samedi de Graffiti 5-15, s'adressant au même public, et présentée par les mêmes animateurs. Elle proposait la diffusion de la série pour adolescents, Les Années collège, dont le thème de l'épisode était suivi d'un mini-débat avec les jeunes du public.

## Programme
Jack Holborn 
Les Années Collège
Super Durand 
Tom et Jerry (1940)